# Triplicate
Triplicate je osmatřicáté studiové album amerického hudebníka Boba Dylana. Vydáno bylo 31. března roku 2017 společností Columbia Records. Stejně jako předchozí dvě Dylanova alba, tedy Shadows in the Night (2015) a Fallen Angels (2016), obsahuje tato deska coververze klasických amerických písní (tentokrát však nejde jen o písně, které nahrál zpěvák Frank Sinatra). Jde o trojalbum, jehož jednotlivé části mají samostatné názvy: 'Til the Sun Goes Down, Devil Dolls a Comin' Home Late. Jako producent alba je uveden Jack Frost, což je Dylanův pseudonym, který používá jako producent svých alb.

## Seznam skladeb
Disk 1 ('Til the Sun Goes Down)
| Pořadí         | Název                               | Délka |
| -------------- | ----------------------------------- | ----- |
| 1.             | I Guess I'll Have to Change My Plan | 2:27  |
| 2.             | The September of My Years           | 3:25  |
| 3.             | I Could Have Told You               | 3:37  |
| 4.             | Once Upon a Time                    | 3:37  |
| 5.             | Stormy Weather                      | 3:05  |
| 6.             | This Nearly Was Mine                | 2:48  |
| 7.             | That Old Feeling                    | 3:38  |
| 8.             | It Gets Lonely Early                | 3:10  |
| 9.             | My One and Only Love                | 3:21  |
| 10.            | Trade Winds                         | 2:40  |
| Celková délka: | Celková délka:                      | 31:48 |

Disk 2 (Devil Dolls)
| Pořadí         | Název                     | Délka |
| -------------- | ------------------------- | ----- |
| 1.             | Braggin'                  | 2:44  |
| 2.             | As Time Goes By           | 3:22  |
| 3.             | Imagination               | 2:34  |
| 4.             | How Deep Is the Ocean?    | 3:23  |
| 5.             | P.S. I Love You           | 4:17  |
| 6.             | The Best Is Yet to Come   | 2:57  |
| 7.             | But Beautiful             | 3:22  |
| 8.             | Here's That Rainy Day     | 3:27  |
| 9.             | Where Is the One?         | 3:14  |
| 10.            | There's a Flaw in My Flue | 2:47  |
| Celková délka: | Celková délka:            | 32:07 |

Disk 3 (Comin' Home Late)
| Pořadí         | Název                              | Délka |
| -------------- | ---------------------------------- | ----- |
| 1.             | Day In, Day Out                    | 3:01  |
| 2.             | I Couldn't Sleep a Wink Last Night | 3:15  |
| 3.             | Sentimental Journey                | 3:11  |
| 4.             | Somewhere Along the Way            | 3:18  |
| 5.             | When the World Was Young           | 3:47  |
| 6.             | These Foolish Things               | 4:11  |
| 7.             | You Go to My Head                  | 3:06  |
| 8.             | Stardust                           | 2:30  |
| 9.             | It's Funny to Everyone But Me      | 2:38  |
| 10.            | Why Was I Born?                    | 2:50  |
| Celková délka: | Celková délka:                     | 31:47 |

## Obsazení
- Bob Dylan – zpěv
- Charlie Sexton – kytara
- Dean Parks – kytara
- Donnie Herron – steel kytara
- Tony Garnier – baskytara
- George Receli – bicí
- James Harper – aranžmá, dirigent